# Sociedade Esportiva e Recreativa Chapadão
La Sociedade Esportiva e Recreativa Chapadão, noto anche come Chapadão o con l'acronimo SERC, è una società calcistica brasiliana con sede nella città di Chapadão do Sul, nello stato del Mato Grosso do Sul.

## Storia
Il club è stato fondato il 23 agosto 1981 e ha partecipato al Campeonato Brasileiro Série C nel 2003 e nel 2004.

## Palmarès

### Competizioni statali
- Campionato Sul-Mato-Grossense: 2

1995, 2003
- Campeonato Sul-Mato-Grossense Série B: 2

2009, 2014